# Miquel el Sirià
Miquel el Sirià (llatí: Michael Syrus), anomenat també Miquel el Gran (Melitene, 1126 - 1199) va ser patriarca d'Antioquia de l'Església Ortodoxa Siríaca de 1166 a la seva mort el 1199.

## Biografia
Al seu naixement, Malatya pertanyia a l'emirat turc dels danixmendites; el 1142, quan aquest regne va ser dividit en dos, esdevingué fins i tot la capital d'un principat; el 1178, la ciutat i regió va ser incorporada al Soldanat de Rum. Prop de la ciutat es trobava el monestir jacobita de Mar Bar Sauma, que servia de residència patriarcal d'ençà el segle xi.
Michel pertanyia a la vella família cristiana dels Qindasi. El seu pare Elies era sacerdot; el seu oncle, el monjo Atanasi, va ser bisbe d'Anazarbe a Cilícia el 1136.
Va ser confiat des de la seva infantesa al monestir de Mar Bar Sauma, del qual va ser arximandrita abans de complir els trenta anys. Hi va fer realitzar importants treballs (adducció d'aigua, torre de defensa). El 18 d'octubre 1166, amb quaranta anys, va ser escollit patriarca de l'Església Jacobita, sent consagrat en presència de vint-i-vuit bisbes.
El 1168, va fer un pelegrinatge a Jerusalem, després del qual es va quedar un any a Antioquia. Aquestes dues ciutats formaven llavors part dels estats llatins fundats a l'Orient Proper pels croats, i Miquel va establir excel·lents relacions amb els dignataris occidentals, sobretot Amauri de Nesle, Patriarca llatí de Jerusalem. A la seva tornada al monestir de Bar Sauma, l'estiu de 1169, hi va celebrar un sínode per intentar reformar l'Església, minada per la simonia.
L'emperador romà d'Orient Manuel I Comnè va intentar entrar en negociacions amb ell per a la reunificació de les Esglésies. Però Miquel desconfiava dels grecs: es va negar a anar a Constantinoble responent a la invitació de l'emperador; s va negar fins i tot, per dues vegades, el 1170 i el 1172, de trobar personalment el seu llegat Theorianus, fent-se representar pel bisbe Joan de Kaishoum (Kaysun) la primera vegada i la segona pel seu deixeble Teodor Bar Wahboun. A tres cartes successives enviades per l'emperador, va respondre simplement reafirmant les conviccions monofisites de l'Església Jacobite.
Cap a 1174, Miquel va haver de fer front a la crítica d'una part dels bisbes de l'Església. Va ser d'altra banda arrestar dues vegades, pels homes del prefecte de Mardin i pels de l'emir de Mossul, a instigació, segons va dir, dels bisbes amotinats contra ell, però va aconseguir sortir-se'n. Els monjos del convent de Bar Sauma es van rebel·lar el 1171 i el 1176.
Entre 1178 i 1180, va visitar de nou els Estats llatins, i es va estar un temps a Antioquia i a Jerusalem. Convidat pel papa Alexandre III a anar al Tercer concili del Laterà, va declinar la invitació, però va participar en tot cas en el concili per escrit, redactant un llarg volum sobre la doctrina dels albigesos, segons la descripció que se li havia fet conèixer.
El 1180, el seu antic deixeble Teodor Bar Wahboun va aconseguir fer-se escollir patriarca a Amida i va començar un cisma que va durar tretze anys. L'usurpador es va assegurar partidaris, sobretot a Damasc, Jerusalem, Mossul i Mardin; va romandre a Hromgla amb el catolicós armeni Gregori IV Tekha, cosa que li va permetre obtenir el reconeixement oficial del príncep Lleó II d'Armènia Menor. El cisma no va acabar fins a la mort de Teodor durant l'estiu de 1193.
Miquel va rebre al sultà Kilidj Arslan II a Melitene el 1182 i va tenir amb ell discussions cordials. Va morir el 7 de novembre de 1199 al monestir de Bar Sauma a l'edat de setanta-tres anys, després de trenta-tres anys de patriarcat.

## Obra
Michel és l'autor d'un gran nombre d'obres de literatura religiosa: sobre la litúrgia i els rituals, sobre la doctrina de l'Església Jacobita, sobre el seu dret canònic, etc. Deixà també nombroses homilies. Però el que es reté sobretot d'ell és la seva "Crònica universal", la més àmplia compilació historiogràfica de tota la literatura en siríac.
La versió original de l'obra és coneguda per un únic manuscrit, datant de 1598. Fou trobat el 1887 a l'església jacobita dels Sants Pere i Pau de d'Edessa per monsenyor Rahmani, que va ser més tard patriarca d'Antioquia de l'Església Catòlica Siríaca; està mutilat, i els fulls que contenen els esdeveniments dels anys 1153- 1163 i els dels anys 1165- 1170 falten; actualment està conservat en una capsa tancada a la biblioteca de l'església de Sant Jordi d'Alep, i no és accessible als buscadors. Aquest manuscrit ha estat copiat sobre un altre més antic que al seu torn havia estat copiat del manuscrit autògraf de l'autor. Una còpia fout feta pel filòleg francès Jean-Baptiste Chabot, que va publicar el text amb una traducció francesa, en quatre volums, de 1899 a 1910.
Abans, la Crònica era coneguda per un compendi en armeni realitzat el 1248 i del qual existeix nombrosos manuscrits. D'altra banda, una versió àrab fou realitzada al segle xviii, en garshuni (àrab escrit en caràcters siríacs); n'existeix diversos manuscrits conservats a les esglésies i monestirs de l'Orient Pròxim, i un que es troba a la Biblioteca Britànica. Una versió àrab ordinària, però incompleta, existeix també en un manuscrit de la Biblioteca Vaticana. Cal afegir que tota la part del Chronicon Syriacum de Bar Hebraeus que va fins a la fi del segle xii és de fet un resum de la Crònica de Miquel el Sirià.
L'obra consisteix en una història cronològica del món des de la Creació fins a l'època de l'autor. És dividida en vint-i-un llibres subdividits en capítols portant o no un títol. La presentació és feta sobre un, dues o tres columnes: en aquest últim cas, la primera és consagrada a la successió dels patriarques i dels bisbes, la segona a la successió dels imperis, i la tercera als esdeveniments.
Les fonts són mencionades i de vegades són presentades: els sis primers llibres, anant de la Creació al regnat de l'emperador Constantí I el Gran, són essencialment extrets de la Chronographie d'Eusebi de Cesarea; per als llibres següents, l'autor s'inspira en la crònica perduda del bisbe Jacob d'Edessa (mort el 708), continuador d'Eusebi de Cesarea, que presenta al llibre 7, i que és sobretot conegut per tal obra; els llibres 7 a 9 (de Constantí I el Gran al final del regnat de Justinià I) reposen també sobre les Històries eclesiàstiques de Sòcrates de Constantinoble, de Teodoret de Cir, de Zacaries el Retòric i de Joan d'Efes; per al període de 582 (adveniment de Maurici) a 842 (mort del califa al-Mutasim), és a dir de la fi del llibre 10 al llibre 12, la font principal és la Crònica perduda del patriarca Denys o Dionís de Tell-Mahré (Denys I d'Antioquia) (mort el 845) que és coneguda també per Miquel el Sirià; els llibres 13, 14 i meitat del 15 reprenen el text de la Crònica del bisbe Ignasi de Melitene (mort el 1094); llavors, fins al llibre 18, utilitza com fonts, entre d'altres, els bisbes Joan de Kaishoum i Denys d'Amida (morts el 1171), i Basili d'Edessa (mort el 1172). Els llibres 19 a 21 conten els esdeveniments contemporanis en als quals ha estat sovint implicat